# Шеффер, Чарльз Фредерик Август
Чарльз Фредерик Август Шеффер (англ. Charles Frederick August Schaeffer, 1860—1934) — американский энтомолог, специализирующийся по жукам, в частности, по семейству Листоеды.

## Биография
Чарльз Фредерик Август Шеффер родился 12 июня 1860 года в Лондоне в семье немецкого происхождения. Вскоре он с родителями вернулся обратно в Германию. О юности и учёбе Чарльза Шеффера мало что известно. Также нельзя точно сказать, когда он перебрался в Америку, но известно, что учёный являлся членом Нью-Йоркского энтомологического общества с момента его основания в 1892 году. В 1898 году Шеффер становится помощником куратора Американского музея естественной истории Уильяма Боитенмюллера (1864—1934). В 1902 году устраивается в качестве специалиста по жесткокрылым в Бруклинский музей, где обогащает коллекции новыми экспонатами из поездок по штатам Северная Каролина, Техас и Аризона.
Обширные коллекции жесткокрылых, собранные энтомологом в низовьях реки Рио-Гранде, по праву считаются базовыми для региона. Излюбленным местом сбора материалов для Шеффера было ранчо Эсперансе, располагавшееся в окрестностях Браунсвилла.
Особенно автора привлекали жуки из семейства Ложнослоники. Чарльз Шеффер описал 21 новый вид из этого семейства, 19 из которых до сих пор считаются валидными.